# Christine Gosden
Christine Gosden   (York, 17 de novembre de 1939) és una nedadora anglesa ja retirada, especialista en braça, que va competir durant les dècades de 1950 i 1960.
El 1956 va prendre part en els Jocs Olímpics d'Estiu de Melbourne, on fou vuitena en els 100 metres papallona del programa de natació. Quatre anys més tard, als Jocs de Roma, quedà eliminada en sèries en la mateixa prova.
En el seu palmarès destaquen una medalla de bronze en els 4x100 metres estils del Campionat d'Europa de natació de 1958 i una d'or i una de bronze als Jocs de l'Imperi Britànic i de la Comunitat de 1958. El 1957 guanyà el Campionat britànic de l'ASA de les 220 iardes braça i les 110 iardes papallona.